# Syrsan
Syrsan är en insjöliknande havsvik i norra Västerviks kommun, väster om Loftahammar. Sundet Bjursund avgränsar Syrsan från fjärden Gudingen i Tjusts skärgård.